# Ceropegia langkawiensis
Ceropegia langkawiensis är en oleanderväxtart som beskrevs av R.E. Rintz. Ceropegia langkawiensis ingår i släktet Ceropegia och familjen oleanderväxter. Inga underarter finns listade i Catalogue of Life.